# Cimetière juif de Sélestat
Le cimetière juif de Sélestat est un monument historique situé à Sélestat, dans le département français du Bas-Rhin.

## Localisation
Le cimetière est situé judenbrunnen et rue du Cimetière-Israélite à Sélestat.

## Historique
Le cimetière a été créé vers 1622 à l'initiative des prévôts des juifs des communautés de Bergheim, Ribeauvillé et Dambach-la-Ville. Il a ensuite été agrandi à plusieurs reprises au cours des XVIIe et XVIIIe siècles. La tombe la plus ancienne encore présente date de 1666.
L'édifice fait l'objet d'un classement au titre des monuments historiques depuis 1995.

## Galerie

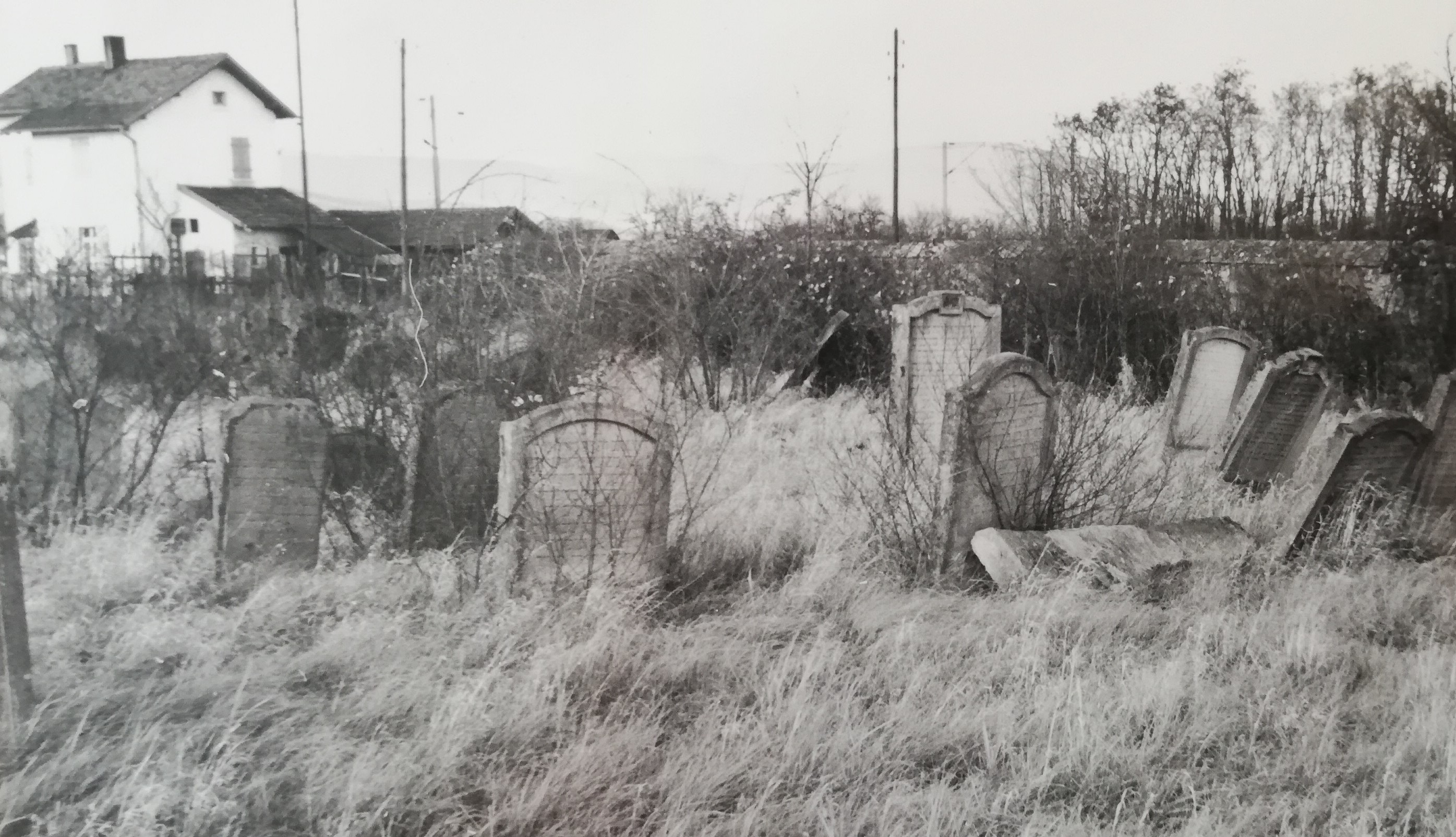
Vue du cimetière dans les années 50. Photo dans la collection du musée juif de Suisse.
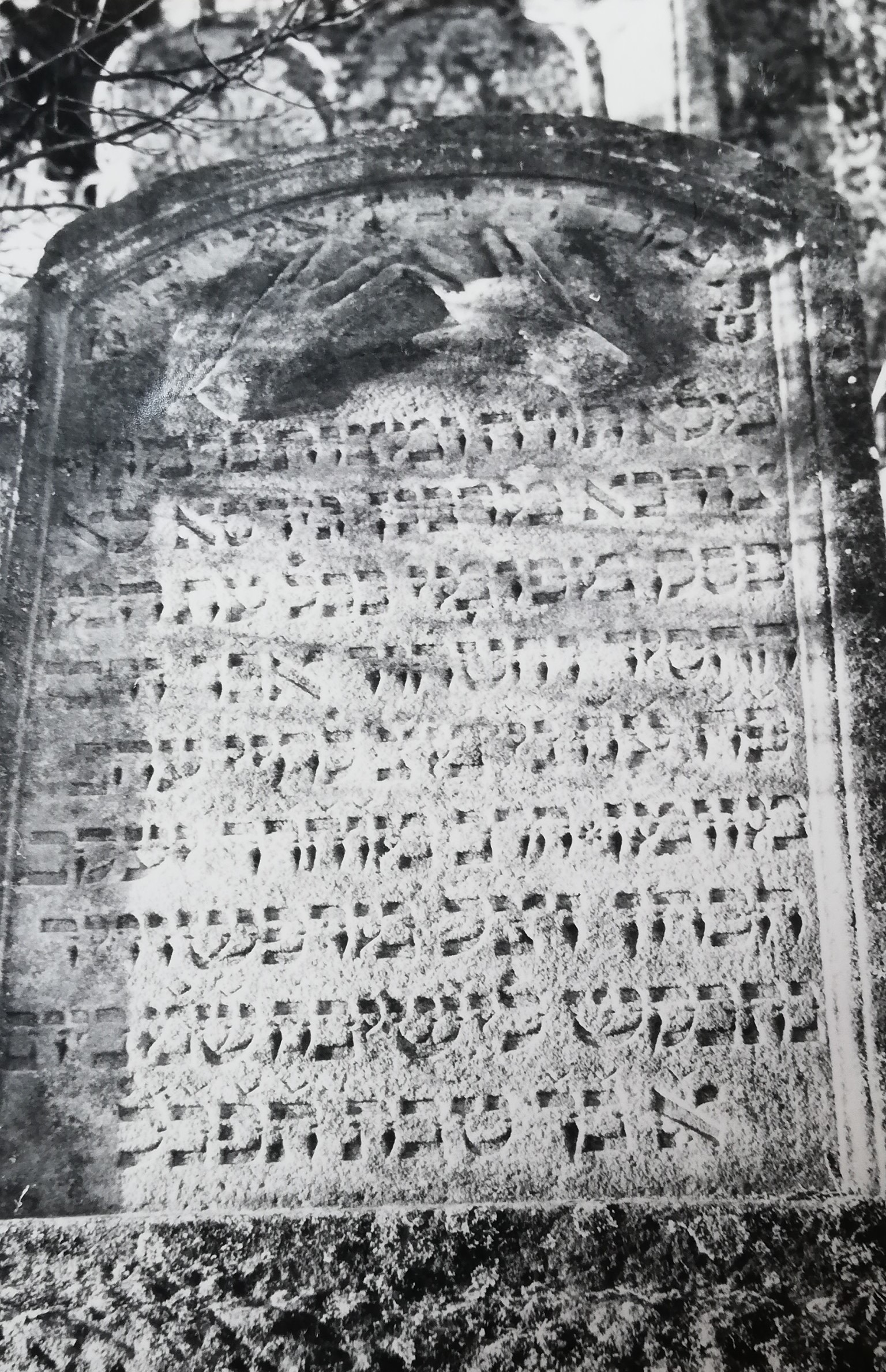
Pierre tombale du rabbin Av Bez Din Jakob Hakohen, né en 1640, décédé en 1722.